# Пет Макріві
Патрік Джозеф Макріві (англ. Patrick Joseph McReavy, 16 січня 1918, Оуен-Саунд, Онтаріо — 13 листопада 2001) — канадський хокеїст, що грав на позиції центрального нападника. Грав за збірну команду Канади.
На чемпіонаті світу з хокею 1938 року, допоміг збірній Канаді перемогти в цьому турнірі, закинувши 2 шайби і передавши 7 гольових передач.
Граючи за команду «Бостон Брюїнс», у 1941 році став володарем Кубка Стенлі.

## Ігрова кар'єра
Професійну хокейну кар'єру розпочав 1938 року.
Протягом професійної клубної ігрової кар'єри, що тривала 10 років, захищав кольори команд «Бостон Брюїнс» та «Детройт Ред-Вінгс».
Всього провів 55 ігор у НХЛ, включаючи 20 ігор плей-оф Кубка Стенлі.
Виступав за збірну Канади.

## Тренерська кар'єра
З 1952 до 1955 року був тренером команди «Оуен Саунд Меркаріс»